# Пуэрто-Рико (жёлоб)
Пуэ́рто-Ри́ко — океанический жёлоб, расположенный на границе Карибского моря и Атлантического океана. Образование жёлоба связано со сложным переходом между зоной субдукции с юга вдоль островной дуги Малых Антильских островов и зоной трансформного разлома (границей плит), простирающейся на восток между Кубой и Гаити через жёлоб Кайман к побережью Центральной Америки. Проведённые исследования подтвердили возможность появления значительных цунами в результате землетрясений в этом районе.
Остров Пуэрто-Рико находится непосредственно с юга от жёлоба. Длина жёлоба составляет 1754 км, ширина около 97 км, наибольшая глубина составляет 8742 м, что является максимальной глубиной Атлантического океана. Измерения, сделанные в 1955 году с американского судна «Вима», показали глубину жёлоба 8385 м.

## Геологическое строение

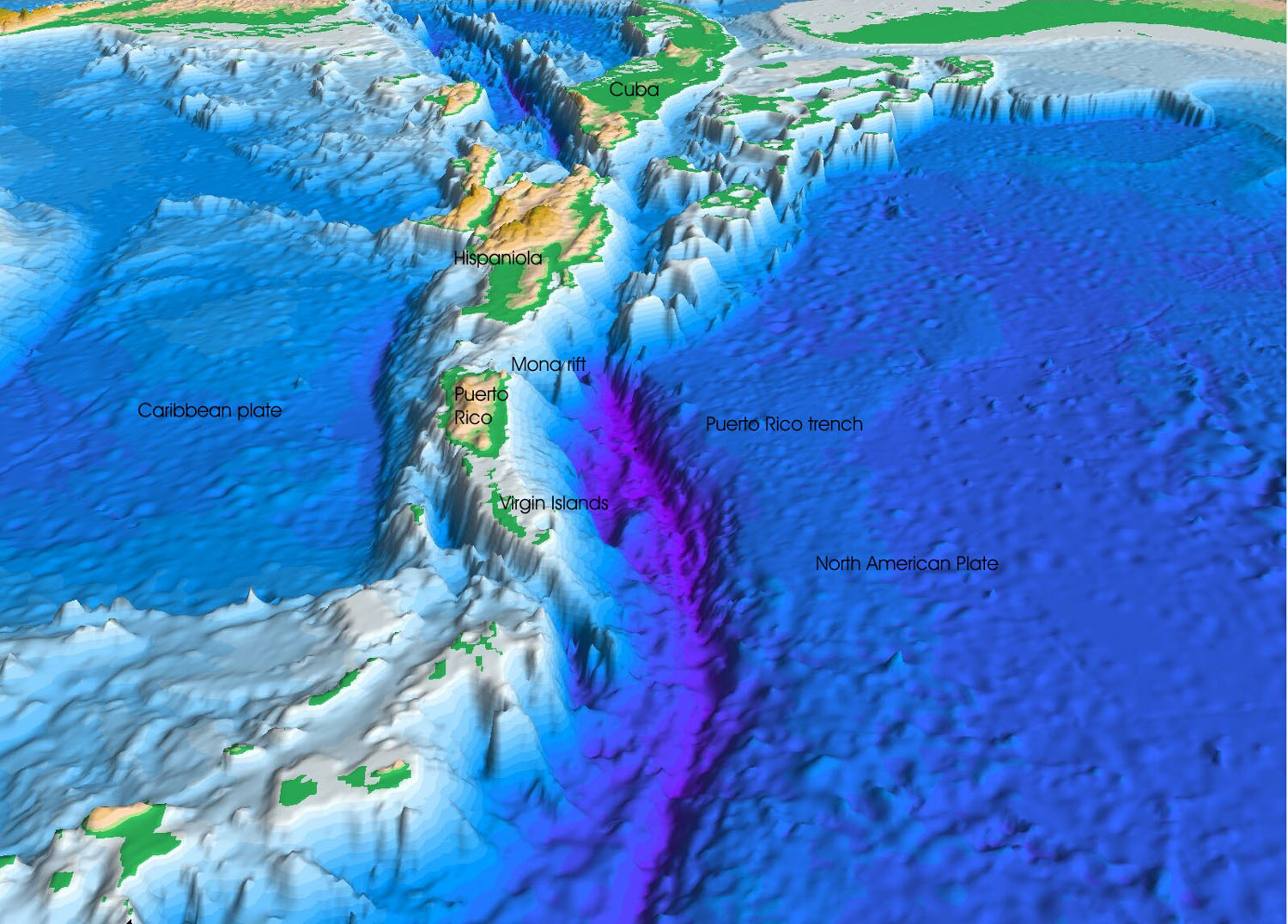
Вид в перспективе на дно Атлантического океана и Карибского моря. Малые Антильские острова расположены слева снизу, а Флорида — сверху справа. Фиолетовый цвет дна в центре изображения показывает расположение жёлоба Пуэрто-Рико

Жёлоб Пуэрто-Рико проходит по границе двух плит, которые движутся горизонтально относительно друг друга с небольшим компонентом субдукции. Карибская плита движется на восток, а Северо-Американская плита — на запад. Северо-Американская плита подминается Карибской плитой в юго-восточной части Карибского моря. Вдоль островной дуги к юго-востоку от Пуэрто-Рико до побережья Южной Америки наблюдается вулканическая активность.
Пуэрто-Рико, Американские Виргинские острова, Британские Виргинские острова и Доминиканская Республика не имеют на своей территории активных вулканов, но находятся в зоне риска при землетрясениях и цунами.

## Информирование населения
С 1988 года Сейсмологическое общество Пуэрто-Рико пытается использовать СМИ для информирования населения о будущих землетрясениях, которые могут обернуться катастрофами.
После цунами в 2004 году, которое затронуло больше сорока стран в Индийском океане, множество людей стало бояться повторения подобных событий на Карибах. Местные правительства стали разрабатывать планы действий при чрезвычайных ситуациях. В правительстве США, где изучали проблему в течение нескольких лет, решили усилить сейсмологические исследования в регионе и разработку систем предупреждения цунами.

## История землетрясений

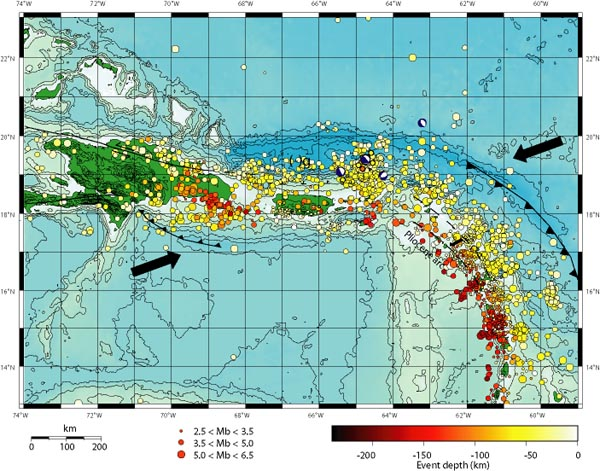
Тектоническая и сейсмическая карта зоны жёлоба Пуэрто-Рико. Стрелки показывают направления движения литосферных плит. Цветовая шкала показывает глубину эпицентра

11 октября 1918 года, на западном побережье острова Пуэрто-Рико произошло довольно сильное землетрясение с последующим цунами. В 1953 году прибрежные районы Санто-Доминго (Доминиканская республика) также попали в зону землетрясения. В обоих этих трагических событиях эксперты винят жёлоб Пуэрто-Рико. На острове Пуэрто-Рико также часто наблюдаются подземные толчки, например, в 1981 и 1985 годах. Землетрясение 2010 года в западной части острова Гаити разрушило столицу государства Гаити Порт-о-Пренс и окрестности, привело к многочисленным человеческим жертвам.
| Место землетрясения      | Год  | Магнитуда |
| ------------------------ | ---- | --------- |
| Гаити                    | 2010 | 7.0       |
| Доминиканская республика | 1953 | 6,9       |
| Каньон Мона              | 1946 | 7,5       |
| Доминиканская республика | 1946 | 8,1       |
| Каньон Мона              | 1918 | 7,5       |
| Пролив Анегада           | 1867 | 7,5       |
| Жёлоб Пуэрто-Рико        | 1787 | 8,1       |